# 福井静夫
福井 静夫（ふくい しずお、1913年（大正2年）10月25日 - 1993年（平成5年）11月4日）は、大日本帝国海軍の技術科士官（最終階級は少佐）、艦艇研究家。
専攻は造船。
三男・威夫は本田技術研究所社長、本田技研工業代表取締役社長などを歴任した。

## 経歴

### 造船（技術）士官時代
東京帝国大学では造船を学び、試験に合格して海軍造船学生となる。1941年（昭和16年）には目黒区三田にあった海軍技術研究所造船研究部に所属しており、静かな環境で学際的な雰囲気の元、海軍のみならず日本の基礎工業に技研が果たした役割を高く評価している。戦時中にはシンガポールに派遣され、英軍によって破壊されたセレター軍港を接収して開設された第101工作部にて施設復旧等に従事、訪独の帰途英軍の敷設した機雷に触れて沈没した伊30の引揚げにも関わっている。
その後は呉工廠造船部に移り、1945年(昭和20年)の7月に舞鶴工廠富山分工場の造船課長へと転出。富山で終戦を迎えた。
士官着任以前の海軍委託生時代から艦艇に関する資料の蒐集を始めており、1945年夏に舞鶴工廠富山分工場に赴任した際には既に貨車一両ほどの量を集めていた。太平洋戦争終戦の頃福井自身により撮影された旧海軍艦艇の写真は整理が早く済んだのか、世に多く公開されている（但し福井が撮影した写真で現存する物の全てであるかは不明。）。福井は終戦の翌日には記録を残すために『日本海軍艦艇総集』の刊行を決意（未完。詳細は批判の項参照）していたという。

### 公務としての史料調査
終戦の際には公試の際に海軍が撮影した多くの公式写真や厳重に管理されていた図面が焼却されたが、福井と同じようなことを考えた海軍関係者は多く、当時の海軍大臣であった米内光政が軍令部作戦部長の富岡定俊に命じて戦史の史料部を海軍省に設けた。しかし占領軍の進駐とともにダグラス・マッカーサーの命令により日本側単独での戦史作成は中止され占領軍の戦史作成の補助という形になる。こうした方針の元海軍省も改組され第二復員省となり、戦史調査を行なうこととなった。
上層部が上記のような史料調査に動く中、福井の属していた艦政本部の部局長会議でも、完全なものにならなくてもよいから技術資料をできるだけ集積、調査、分析する調査事業を始めることを決定、臨時軍事費50万円を基金として第一段の技術関係史実調査をはじめた。ところが通貨の封鎖と新円への切り替え、海軍の解体、GHQへの資料提出などにより、当初計画通りの実行は不可能となった。
そのため数百人の担当者を指名し、主として各自の記憶を中心とする原稿を1946年（昭和21年）6月末期限で集めることとなり、大半の原稿が期限までに集まった。また、調査事業の継続を当面の目的とする組織として1946年（昭和21年）3月9日生産技術協会を商工省の認可法人として発足させる（なお、生産技術協会は旧海軍関係者の高齢化により、1970年代には造機部の首魁であった渋谷隆太郎の手で解散に至ったらしく、造船を含む相当数の史料が行方不明となった）。
しかし第二復員省は1946年（昭和21年）6月15日復員庁第二復員局に縮小され、1947年（昭和22年）1月には厚生省第二復員局残務処理部となる。更なる規模縮小で今度は公官庁の外へ出されることになり、史料調査会が文部省の財団法人という形で1947年（昭和22年）3月に設立された。戸高によれば史料の蒐集ははかどったものの、予算の裏づけが無いため死蔵状態の物が多かったのだという。史料調査会は1978年（昭和53年）、海軍文庫を開設する。
こうした中福井は第二復員省（著書では第二復員局）の造修課および資材課で艦船造修と艦政本部残務（技術資料作成）に従事し、その後当時旧海軍の組織を唯一継承していた海上保安庁で運輸技官として4年奉職し、1952年（昭和27年） 退官し、史料調査会に関わることになる。

### 軍艦研究の泰斗として
退官後の1954年（昭和29年）から1958年（昭和33年）にかけて、7本の報告が牧野茂・福井静夫編『海軍造船技術概要』として纏められる（後に今日の話題社から刊行）。その後は『丸』『世界の艦船』を中心に数多くの旧海軍関連記事を発表しており、一般人が触れることのできる当事者の技術史料としては質量共にトップクラスとなる。
また、目黒の海軍大学校跡地にあった史料調査会で旧海軍関係の史料整理、欧米艦艇技術の調査を行なっており、理事も務めた。1970年代頃には戸髙一成を部下とする。福井は戸高が大学生の頃よりアドバイスをしており「軍艦に詳しい人はたくさんいるけど、同時に史料管理の勉強をした人は戸高さんしかいない」と評価していたという（戸高は司書の資格も持っている）。技術者としての視点を前面に出し、1960年代に入った頃から旧海軍、特に大和型戦艦が何度も採り上げられるようになった際にも、「小さく纏め上げた事を誇りたい」と書いたり、後の1990年代末に前間孝則が詳しく採り上げることになる西島亮二を引き合いに出しながら工数管理で成功したことを評価するなど技術者として冷静に見ており、市井のファンに対しても冷ややかな評価が散見された。
また、艦艇への愛着から写真を積極的に収集していた海軍士官は他にもおり、福井は永村清（造船）、甘利義之（造機）などのコレクションを引き継いでいる。その後、高齢となるにつれ体が動かなくなり、戸高等に整理を依頼、福井の収蔵史料は史料調査会に搬入された。ダンボール箱で400～500箱にも達し日本に唯一しかない史料も多くあったという。この膨大な史料のアウトラインの目録を作成しているうちに福井は逝去する。史料は史料調査会が譲り受ける予定であったが、死後遺族の手により呉市海事歴史科学館（大和ミュージアム）の開設計画が持ち上がり、その準備室に譲渡（売却ともいわれる）された。後に館長を務めることになる戸高は引き続き関わった。

### その他
専門分野以外では俳句を嗜む一面もあり、故郷の綾部市を拠点とした実業家でグンゼ（旧・郡是製絲）元会長の波多野林一が1962年に亡くなった際には、追悼句集『和の生涯』に「好き人（と）の卒然（とつぜん）と逝く松の内」という句を寄せている。この追悼句集には、同郷の画家である有道佐一も名を連ねている。

### 略歴
- 横浜に生まれる。1938年（昭和13年） - 東京帝国大学工学部船舶工学科卒、海軍造船中尉。
- 1940年（昭和15年）11月15日 - 海軍造船大尉。
- 1941年（昭和16年）4月 - 連合艦隊司令部附。
- 1941年（昭和16年）8月 - 海軍技術研究所所員。
- 1942年（昭和17年）2月 - 第101工作部部員。
- 1942年（昭和17年）11月1日 - 海軍技術大尉。
- 1943年（昭和18年）4月 - 呉海軍工廠造船部。
- 1944年（昭和19年）10月15日 - 海軍技術少佐。
- 1945年（昭和20年）5月 - 艦政本部造船監督官。
- 1945年（昭和20年）9月 - 予備役。
- 1947年（昭和22年）11月 - 公職追放仮指定[5]。
- 1948年（昭和23年） - 運輸技官として海上保安庁勤務。
- 1952年（昭和27年） - 退官。
- 1993年（平成5年）11月4日 - 没。

## 批判

### 非公開の続く一次史料と関係者間のトラブル
上記のように、福井は膨大な旧海軍関連の資料を蒐集していることで有名であった。1958年（昭和33年）の段階で既に1万枚の写真を保有していると書いており、2005年（平成17年）に相次いで出版された『呉市海事歴史科学館図録　福井静夫コレクション傑作選』には2万枚と書かれている。しかし、福井（および『世界の艦船』常連執筆者であった堀元美）は具体的な文書や写真を提示せず、回顧録的な記事の発表を続けたため、一部読者や研究家の間で旧海軍の技術関係者に対する不満が高まり、1970年代半ばから数年間、主に雑誌『世界の艦船』の読者投稿欄（読者交歓室）を舞台に論争が発生した。

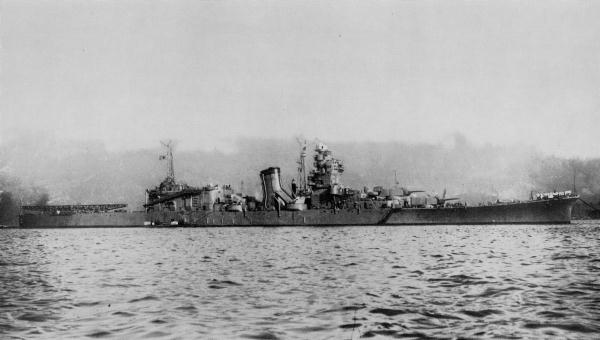
田村敏夫が『世界の艦船』第272集（1979年8月特大号）で公開した「大淀」の写真。田村は、この写真を公開するにあたり史料が非公開のまま個人が研究する事への疑問を述べ、個人が所蔵する史料の公開が進んでいない現状を批判した。

主な批判者は田村俊夫、当時から艦船図面の蒐集と配布を行なっていた遠藤昭などである。遠藤と福井は取材を通じて複数回顔を合わせており互いに面識があり、非公開への批判に留まらず、旧海軍の造船士官のほとんどが師事していた平賀譲への過剰な賛美を批判し、平賀と対立していた藤本喜久雄を再評価する視点からも造船関係者を批判した。対立は田村が大淀の右舷正横写真をアメリカの研究家ロナルド・ヒーフナーからナショナル・アーカイブスに保管されている旨を教示され、これを『世界の艦船』1979年（昭和54年）8月号で公開した頃より表面化した。遠藤も『丸』1979年（昭和54年）11月号にて「大和創世記」を発表、内容は技術者同士の確執を批判的に採り上げたものであった。状況は悪化し続け、1980年（昭和55年）7月号から1981年（昭和56年）6月号まで続いた「遠藤昭投書事件」で頂点に達する。遠藤の遠慮仮借ない批判に対し、『世界の艦船』での論争は福井をはじめとする旧海軍関係者による反論や「阿呆」などといった罵倒、編集部からの参戦など、売り言葉に買い言葉という状況が雑誌上で毎月のように続いた。
この結果遠藤は『世界の艦船』への出入禁止となり、一時期執筆活動が停滞する。旧海軍の造船官の中にも堀元美のように海人社と袂を分かった者がいた。福井も『世界の艦船』に記事を発表することは無くなる。この状況下、遠藤は「史料を公開しないのは平賀派の元造船士官達による証拠隠滅の陰謀」という考えを強めていく。福井の死後の1994年（平成6年）に出版した『駆逐艦戦隊』（朝日ソノラマ）では、遠藤はある駆逐艦の公式図面を戦後30年以上秘匿していた造船官（名前は明かされていない）に対し「藤本造船官の偉大な功績を歴史上から抹殺するための故意なのか、軍艦研究者とは表面的な顔であり、実際は単なる軍艦のコレクションマニアに過ぎなかったのではないか、などと噂されている。」と名指しではないものの明らかに福井を標的にした批判を述べている。そして1996年（平成8年）には、遠藤は雑誌（ほとんど同人誌に近いが）『戦前船舶』を立ち上げ、作家や比較的若い若い研究家が多く集まっていた学習研究社も活動の舞台として批判を継続した。
なお、福井は1958年(昭和33年)『日本海軍艦艇総集』企画時に「分冊で何十冊、あるいは何百冊になる」と書き、個別の写真について「誰でもが容易に入手できる手段を講じる」と公言し、写真を所蔵している人々に寄贈を要請していた。しかし、この企画は今のところ果たされていない。収蔵史料が国立国会図書館や防衛省防衛研究所といった、一般人から見てしかるべき研究機関と思われる組織に寄贈される計画は生前には果たされず、上記のように死後、呉市が運営する呉市海事歴史科学館に譲渡することに変更され、その開館も死後10年以上経過した2005年（平成17年）4月23日のことであった。

### 実情
しかし、こうした批判については実情を踏まえないで限られた情報からなされ、投書事件の頃から反論も行われている。
第一に、福井が造船中尉に任官したのは、平賀が海軍の公職から退官し東大の運営に専念するようになった1938年（昭和13年）である。したがって、論争の主題の一つであった平賀と藤本の確執、大和の基本計画協議などについて福井は直接これを体験していない。また、福井は、藤本を含めて当時の関係者を押し並べて尊敬の対象としている。資料収集についても、上述のように元は職務として技術関係史実調査の担当分野の一つを受け持っていたに過ぎない。
第二に、史料整理の問題である。例えば、生産技術協会が保有していた史料のうち、神戸商船大学に移管された分（後の渋谷文庫）の整理、目録作成は数年の時間と予算を要し、戸高が牧野茂の命により平賀譲関連の史料ダンボール16箱分を整理した際、アウトラインの目録を作成するだけで2年かかった。史料整理とは簡単なものではなく、相応の組織力と予算の裏付けを要する作業であるということが分かる。なお、戸高によれば福井の場合収集した史料はダンボール数百箱もの量に達している。
また、旧海軍や後継官庁は史料調査へ尽力したものの、その蒐集管理は必ずしも系統的に行なわれていなかったということが分かる。戸高等によれば、予算と人材が限られていたことが分かる。そして、残された膨大な史料が複数の組織の手中にあり、福井の言に代表されるように、どれもいずれは公開することを目指していた。写真を個人管理した件についても、当時はこうした有志の関係者による個人管理は珍しいものではなく、初期には財団の基盤は弱体であった。
第三には、没後に続々公刊された福井静夫著作集には戦後防衛庁の依頼で作成した旧海軍関連のレポートや初公開の図面、口述等の存在である。これらは戸高など編集委員達の努力により公開にこぎつけた旨が記されている。福井の例以外にも下記の西島や史料調査会などのように、戦後も防衛庁は必要に応じて旧海軍関係者に仕事を依頼しており、深く結びついていた関係者は多い。堀のように戦後横須賀米海軍艦船修理廠で企画部長などを務め軍事機密に直接関わる仕事を行っていた者もいる。
一般のマニアから史料の整理要員を有志で募るという方法はどの組織も採用しなかったが、福井の多くの記事や福井が戸高を司書として評価していたことにも垣間見られるように、一般に史料整理には高度な専門性が必要とされる。また、史料の盗難の問題がある。航空分野では、軍属の立場を利用して米軍の航空機の設計図を持ち出し、共産圏に売り渡すスパイ行為で金を受け取り、発覚して実刑判決を受けた立花というライターもいた。一方福井は軍への国民の理解があった戦前の雰囲気を懐かしむ記述を何度も行なっている。こうした思いの表明は旧軍関係で軍事雑誌に常連で執筆する者にはよくあることだが、一方資料管理の技能がある都立図書館で一時保管していた資料を引き渡された際は図書館労組側の意識はその対極にあり、軍事関連資料の管理には非協力的であったことを戸高は語っている。
第四に、「記事を書く」という行為にも様々な障害がある。例えば前間孝則が西島亮二を中心とした一連の造船技術の発展史を執筆した際、防衛研究所に非公開で保存されていた「回想記録」を発見し、その閲覧を許可してもらうため存命中だった西島にお願いをして閲覧できた旨が『戦艦大和誕生 下』に記されている。史料によっては参照する際に、関係者や関係者遺族の諒解を得なければならないものもある。『世界の艦船』への投稿に見られるように、福井は写真の譲り受け先を自分に指定していた。この過程で写真の寄贈について権利関係をどのように処理したのか、他の関係者が関わった出来事で福井が発表を断念したことがあるのか等はほとんど不明である。また福井は「○○は△△であった」式の回顧を多用しているが、関係者や遺族の個人的事情を発表することはほとんどしておらず、死後公開されたレポートはより断定的表現が多い。それを、遠藤等は証拠隠滅と受けとめた。
そして、遺族との調整等はプロのライターでなければ時間的に制約があり、当時サラリーマンだった遠藤も「大和創世記」にて有給休暇の際にしか研究にあたれないことを嘆いていた。このように、市井の研究家には容易に専門情報にアクセスできないことへの苛立ちがあり、部外の素人に辟易していたことを記事で婉曲に示していた福井のような人物とは意識の上で大きなすれ違いがあった。
上記の諸点の他、数値資料に等に画竜点睛を欠いたとはいえ、福井（および堀）は膨大な記事を執筆していたことには注意が必要であろう。例えば、『世界の艦船』の編集長であった石渡幸二は世界の艦船創刊以降ほぼ毎号記事を書き続けていた堀の姿勢を評価している。福井の執筆も戦後間もない時期は総記的な内容の記述で簡略に済ませ、安定して記事を執筆できるようになり、日本の生活水準が向上をはじめた頃から自身が高齢となる1970年代初頭頃までが執筆のピークとなっている。
福井の批判派はいずれも私的団体、私人の立場での調査であったが、福井は第二復員省、その後は外郭団体である資料調査会に所属し、死後開館した呉市海事歴史科学館は呉市が運営に関わっておりいずれも何らかの公共性を帯びている。アメリカでは退役した艦を保存する際類似のケースが見られ、これは形態としては不自然ではない。例えば退役後の戦艦アラバマは、州民の有志が設立した団体が管理しているし、戦艦ニュージャージーは日本の地方公共団体に相当するカムデン郡が入手し、保存活動の後ろ盾となっている。また、同館の非公開史料についてもパソコンのデータベース検索により閲覧することができる。地方という立地と、国ではなく地方公共団体が運営主体であるという基盤の弱さ（事実と異なる展示説明や不透明なレストア等が、市井の研究家や呉市市議会の野党議員によって問題視された）が否めない点を除けば、問題は解消されている。

## 著書
- 『日本の軍艦 わが造艦技術の発達と艦艇の変遷』（出版協同社、1956年） ISBN 4879700150
- 『昭和軍艦概史III 終戦と帝国艦艇　わが海軍の終焉と艦艇の帰趨』（出版共同社、1961年）- Ⅰ・Ⅱは未刊行
  - 新装版『終戦と帝国艦艇　わが海軍の終焉と艦艇の帰趨』（光人社、2011年） ISBN 978-4769814887
- 『海軍艦艇史Ⅰ 戦艦・巡洋戦艦』（新版・ベストセラーズ、1980年）
  - 『―Ⅱ 巡洋艦コルベット・スループ』（1982年）
  - 『―Ⅲ 航空母艦　水上機母艦　水雷・潜水母艦』（1983年）
- 『海軍造船技術概要』（牧野茂と共著）日本造船工業会技術委員会特殊資料部会、今日の話題社、1987年
- 『各艦機銃、電探、哨信儀等現状調査表』（阿部安雄・戸髙一成編、潮書房光人社、2016年）

### 著作集
- 『福井静夫著作集 第1巻 軍艦七十五年回想記（以下略） 日本戦艦物語1』（光人社、1992年5月） ISBN 9784769806073
- 『福井静夫著作集 第2巻 日本戦艦物語2』（光人社、1992年8月） ISBN 9784769806080
- 『福井静夫著作集 第3巻 世界空母物語』（光人社、1993年3月） ISBN 9784769806097
- 『福井静夫著作集 第4巻 日本巡洋艦物語』（光人社、1992年10月） ISBN 9784769806103
- 『福井静夫著作集 第5巻 日本駆逐艦物語』（光人社、1992年1月） ISBN 9784769806110
- 『福井静夫著作集 第6巻 世界戦艦物語』（光人社、1993年8月） ISBN 9784769806547
- 『福井静夫著作集 第7巻 日本空母物語』（光人社、1996年8月） ISBN 9784769806554
- 『福井静夫著作集 第8巻 世界巡洋艦物語』（光人社、1994年6月） ISBN 9784769806561
- 『福井静夫著作集 第9巻 日本潜水艦物語』（光人社、1994年12月） ISBN 9784769806578
- 『福井静夫著作集 第10巻 日本補助艦艇物語』（光人社、1993年12月） ISBN 9784769806585
- 『福井静夫著作集 第11巻 日本特設艦船物語』（光人社、2001年4月） ISBN 9784769809982
- 『福井静夫著作集 第12巻 日本軍艦建造史』（光人社、2003年11月） ISBN 9784769811596

新装版（9巻目まで）、2008年5月 - 2009年11月。編集委員：阿部安雄・戸高一成

### 写真集
- 『写真集 連合艦隊浮上す 勇戦・激闘の全記録』（KKベストセラーズ、1983年10月、増補版1995年） ISBN 4584170622
- 『写真日本海軍全艦艇史 Fukui Shizuo Collection』（KKベストセラーズ、1994年） ISBN 4584170541

上下分冊と資料編、額装用の写真5枚組付き。
- 『日本海軍艦艇写真集戦艦・巡洋戦艦呉市海事歴史科学館図録　福井静夫コレクション傑作選』（ダイヤモンド社、2005年4月）ISBN 9784478950531
- 『日本海軍艦艇写真集航空母艦・水上機母艦呉市海事歴史科学館図録　福井静夫コレクション傑作選』（ダイヤモンド社、2005年6月）ISBN 9784478950562
- 『日本海軍艦艇写真集・巡洋艦呉市海事歴史科学館図録　福井静夫コレクション傑作選』（ダイヤモンド社、2005年8月）ISBN 9784478950593
- 『日本海軍艦艇写真集　駆逐艦―呉市海事歴史科学館図録　福井静夫コレクション傑作選』（ダイヤモンド社、2005年10月）ISBN 9784478950609
- 『日本海軍艦艇写真集潜水艦・潜水母艦呉市海事歴史科学館図録　福井静夫コレクション傑作選』（ダイヤモンド社、2005年12月）ISBN 9784478950616